# Samsunspor Kulübü 2012-2013

## Maglie e sponsor
Lo sponsor tecnico per la stagione 2012-2013 è Erreà.
| Casa | Trasferta | Terza Divisa |

## Rosa
| N. |                              | Ruolo | Calciatore          |
| -- | ---------------------------- | ----- | ------------------- |
| 1  | Turchia (bandiera)           | P     | Soner Şahin         |
| 2  | Burkina Faso (bandiera)      | D     | Mahamoudou Kéré     |
| 4  | Turchia (bandiera)           | D     | Saffet Gurur Yazar  |
| 5  | Turchia (bandiera)           | D     | Aykut Topal         |
| 6  | Turchia (bandiera)           | C     | Erdem Şen           |
| 8  | Turchia (bandiera)           | C     | Yasin Uzun          |
| 9  | Turchia (bandiera)           | A     | Burak Çalık         |
| 10 | Turchia (bandiera)           | A     | Adem Sarı           |
| 11 | Turchia (bandiera)           | C     | Musa Sinan Yılmazer |
| 13 | Turchia (bandiera)           | D     | Oğuzhan Azğar       |
| 14 | Turchia (bandiera)           | D     | Yankı Şengün        |
| 16 | Turchia (bandiera)           | P     | Atilla Özmen        |
| 17 | Turchia (bandiera)           | A     | Mehmet Uğur Tülümen |
| 19 | Trinidad e Tobago (bandiera) | A     | Darryl Roberts      |
| 20 | Turchia (bandiera)           | C     | Şenol Demirci       |

| N. |                    | Ruolo | Calciatore           |
| -- | ------------------ | ----- | -------------------- |
| 21 | Turchia (bandiera) | C     | Canberk Aydın        |
| 22 | Turchia (bandiera) | D     | Canberk Dilaver      |
| 23 | Turchia (bandiera) | C     | Ahmet Arı            |
| 33 | Turchia (bandiera) | P     | Furkan Köse          |
| 37 | Turchia (bandiera) | C     | Hakan Arslan         |
| 48 | Turchia (bandiera) | D     | Ozan Özkan           |
| 49 | Turchia (bandiera) | P     | Eren Yılmaz          |
| 53 | Turchia (bandiera) | D     | Lokman Gör           |
| 55 | Turchia (bandiera) | C     | Turgay Gölbaşı       |
| 66 | Turchia (bandiera) | C     | Mehmet Sak           |
| 77 | Turchia (bandiera) | C     | Halil İbrahim Pekşen |
| 90 | Turchia (bandiera) | D     | Şaban Özel           |
| 95 | Turchia (bandiera) | C     | Mehmet Yılmaz        |
| 96 | Turchia (bandiera) | C     | Doğan Erdoğan        |
| 99 | Turchia (bandiera) | A     | Aykut Çift           |